# Neolokalita
Neolokalita (z řec. neos, nový, a lat. localis, místní) je takové uspořádání společnosti, kde se novomanželé nestěhují do rodin svých rodičů, ale hledají si nové sídlo, v moderní společnosti vlastní byt. Výhodou tohoto moderního uspořádání je to, že se omezují konflikty mezi generacemi, na druhé straně se mezi nimi také přerušují vazby. O staré lidi, ale ani o děti zaměstnaných rodičů se nemá kdo postarat.